# Parc national des Mille-Îles
Le parc national des Mille-Îles (anglais : Thousand Islands National Park) est un parc national du Canada de 23,5 km2 situé en Ontario. Il s'agit de l'un des plus petits parcs nationaux du Canada au pays en termes de superficie. Il est constitué de 21 îles et de nombreux îlots, plus petits ainsi que de trois zones situées sur le continent. Mallorytown Landing fait partie du parc national.
Le parc fait partie de la réserve de biosphère de l'Arche de Frontenac.

## Histoire
Le 28 mars 2013, le Parc national des Îles-du-Saint-Laurent a changé de nom pour prendre celui de Parc national des Mille-Îles dans le but de mieux le situer géographiquement.